# Escolástica tardia
A escolástica tardia ou segunda escolástica (também chamada de escolástica barroca e escolástica pós-medieval) é um período e movimento da história da filosofia em continuidade com a filosofia e teologia da escolástica precedente, também conhecida como primeira escolástica. Cronologicamente, é situado no início do século XVI, quando a preferência pela obra de Tomás de Aquino, e também João Duns Escoto, deslocou outras referências canônicas, durando até o fim do século XVII, mantendo-se porém, nos países mais católicos, parte do currículo educacional religioso até o século XIX. Tomás Caetano, um extenso comentador da Suma Teológica, pode ser considerado o primeiro representante do período. 
Foi transmitida especialmente por instituições católicas como os Dominicanos, os Jesuítas e os Franciscanos. Geograficamente, suas áreas de maior influência e produtividade foram a península ibérica, a américa latina e itália, existindo em menor medida em outros países da europa.
A segunda escolástica é marcada pela continuidade com a filosofia medieval, preferencialmente o tomismo e o escotismo, pela íntima ligação entre filosofia e teologia, pela valorização do aristotelismo e seus comentadores - incluindo a concepção de filosofia em diálogo com o direito, a física, e a economia, áreas em que esses filósofos escolásticos farão contribuições significativas -, como também pela oposição à Reforma Protestante e a influência de um humanismo católico, especialmente no que diz respeito à uma enfase revigorada na exegese. Além disso, se define ao fazer face às transformações e confrontos daqueles séculos, elaborando respostas aos seus desafios com base no repertório estabelecido, expandindo e adaptando-o, fatos importantes como a reforma, o contato com a América e a cultura ameríndia.
- Alphonsus de Castro Zamorensis, ou Alfonso de Castro (1495-1558)
- Alphonsus Maria de’ Liguori, ou Afonso de Ligório (1696-1787)
- Andreas de Vega, ou Andrés de Vega (1498-1549)
- Antonius Bernardus, ou Antonio Bernardi (1502-1565)
- Antonius Goudin, ou Antoine Goudin (1639-1695)
- Antonius Possevinus, ou Antonio Possevino (1534-1611)
- Antonius Rubius Rodensis, ou Antonio Rubio (1548-1616)
- Antonius a Sancto Dominico, ou António de Santo Domingo (1531-1596/98)
- Baltasar de Ayala (1548-1584)
- Baquius de Mondragon, ou Báqez de Mondragón (1527-1604)
- Bartholomaeus Carranza, ou Bartolomé Carranza (1503-1576)
- Bartholomaeus de las Casas, ou Bartolomeu de las Casas (1484-1566)
- Bartholomaeus Mastrius, ou Bartolomeu Mastrio (1602-1673)
- Bartholomaeus de Medina, ou Bartolomeu de Medina (1527-1580/81)
- Bonaventura Belluto (1600-1676)
- Conradus Koellin, ou Konrad Köllin (1476-1536)
- Didacus de Astudillo, ou Diego de Astudillo (c. 1480-c. 1536)
- Didacus Covarrubias, Diego Covarrubias y Leiva (1512-1577)
- Didacus de Deza, ou Diego de Deza (1443-1523)
- Didacus a Stunica, ou Diego de Zúñiga (1536-1596/97)
- Dominicus Báñez, ou Domingo Báñez (1528-1624)
- Dominicus de las Cuevas, ou Domingo de Las Cuevas (século XVI)
- Dominicus de Soto, ou Domingo de Soto (1494-1560)
- Ferdinandus de Mendoza, ou Fernando de Mendoza (†1594)
- Ferdinandus Perez, ou Fernando Perez (ca. 1530-1595)
- Ferdinandus Rebello, ou Fernando Rebello (†1608)
- Francisco de Mont’ Alverne Carvalho (1784-1858)
- Franciscus Maldonado, ou Francisco Maldonado (1633-1689)
- Franciscus de Mendoza y Bobadilla, ou Francisco de Mendoza y Bobadilla (1508-1566)
- Franciscus Patricius, ou Francesco Patrizi (1529-1597)
- Franciscus Rodrigues, ou Francisco Rodrigues (fl. 1575-1607)
- Franciscus Suarez, ou Francisco Suárez (1548-1617)
- Franciscus Toletanus, ou Francisco de Toledo (1534-1546)
- Franciscus de Vitoria, ou Francisco de Vitoria (1483-1546)
- Gabriel Vazquez, ou Gabriel Vázquez (1549/51-1604)
- Gregorius de Valencia, ou Gregorio de Valencia (1549/50-1603)
- Hieronymus Osorius, ou Jerónimo Osório da Fonseca (1506-1580)
- Iacobus Latomus, ou Jacques Masson (ca. 1475-1544)
- Iacobus Zabarella, ou Giacomo Zabarella (1533-1589)
- Ignatius Martinez, ou Inácio Martins (1530-1598)
- Ioannes Aegidius de Nava, ou Juan Gil Fernández de Nava (†1551)
- Ioannes Boterus, ou Giovanni Botero (ca. 1544-1617)
- Ioannes de la Cruz, ou Juan de la Cruz (1542-1591)
- Ioannes Driedonis, ou Jean Driedo (1480-1535)
- Ioannes Eccius, ou Johann Maier von Eck (1486-1543)
- Ioannes Gallo, ou Juan Gallo (1520-1575)
- Ioannes Genesius Sepulveda, ou Juan Ginés de Sepúlveda (1490-1573)
- Ioannes Maior, ou John Major (1467-1550)
- Ioannes de Mariana, ou Juan de Mariana (1536-1624)
- Ioannes de Medina, ou Juan de Medina (1490-1547)
- Ioannes de Peña, ou Juan de la Peña (1513-1565)
- Ioannes Poncius, ou John Punch, ou John Ponce (1603-1661)
- Ioannes Puteanus, Jean Dupuy  (†1623)
- Ioannes de Ribera, ou Juan de Ribera (1532-1611)
- Ioannes a Sancto Thomae, ou João Poinsot (1589-1644)
- Ioannes Salas, ou Juan Salas (1553-1612)
- Iosephus de Acosta, ou José de Acosta (1540-1600)
- Iosephus Anglés, ou José Anglés Valentino (†1588)
- João Baptista Fragoso (século XVI)
- José Elias del Carmen Pereira (1760-1825)
- Leonardus Lessius, ou Leonardo Lessio (1554-1623)
- Ludovicus Carvaialus, ou Luis de Carvaja (1500-1552)
- Ludovicus Legionensis, ou Luis de León (1527-1591)
- Ludovicus Molina, ou Luis de Molina (1535-1600)
- Mancius de Corpus Christi, ou Mancio de Corpus Christi (ca. 1507-1576)
- Manuel María Gorriño y Arduengo (1767-1831)
- Manuel da Nobrega, ou Manuel da Nóbrega sive Manoel da Nobrega (1517-1570)
- Manuel Soares (século XVI)
- Marcus Antonius Zimara, ou Marcantonio Zimara (ca. 1460-1532)
- Mariano Chambo (1762-1833)
- Martinus ab Azpilcueta Navarrus, ou Martín de Azpilcueta Navarro (1493-1586)
- Martinus de Ledesma, ou Martinho de Ledesma (ca. 1509-1574)
- Matthaeus Ferchius, ou Matteo Ferchi (1583-1669)
- Melchior Canus, ou Melchor Cano (ca. 1509-1560)
- Michael de Arcos, ou Miguel de Arcos (século XVI)
- Michael de Palatio, ou Miguel de Palacios (século XVI)
- Paulus de Palatio de Salazar sive Paulus de Palatio Granatensis, ou Paulo de Palacios (século XVI)
- Pedro Barbosa Homem (ca. 1520-1606)
- Pedro Miguel Aráoz (1759-1832)
- Petrus Crockaert, ou Peter Crockaert (ca. 1465-1514)
- Petrus Fonseca, ou Pedro da Fonseca (1528-1599)
- Petrus Legionensis, ou Pedro de León (século XVII)
- Petrus de Ribadeneyra, ou Pedro de Ribadeneyra (1526-1611)
- Petrus Simonis, ou Pedro Simões (século XVI)
- Petrus de Sotomayor, ou Pedro de Sotomayor (ca. 1511-1564)
- Petrus Hurtadus de Mendoza, ou Pedro Hurtado de Mendoza (1578-1641)
- Philippus Faber, ou Filippo Fabri (1564-1630)
- Rafael Aversa, ou Raffaele Aversa (1589-1657)
- Robertus Bellarminus, ou Roberto Bellarmino (1542-1621)
- Serafim de Freitas (1570-1633)
- Sylvester Prierias, ou Silvestro Mazzolini da Prierio (1456/57-1523)
- Thomas de Vio Caietanus, ou Tommaso di Vio Caietano (1469-1534)
- Vincentius Barron, ou Vicente Barrón (†1575)
- Vincentius Ludovicus Gotti, ou Vincenzo Ludovico Gotti (1664-1742)
- Zacharias Pasqualigus, ou Zaccaria Pasqualigo (1600-1664)